# Baris
Baris – miejscowość w Egipcie, w muhafazie Nowa Dolina. W 2006 roku liczyła 3890 mieszkańców.